# 羅薩里奧德拉弗龍特拉

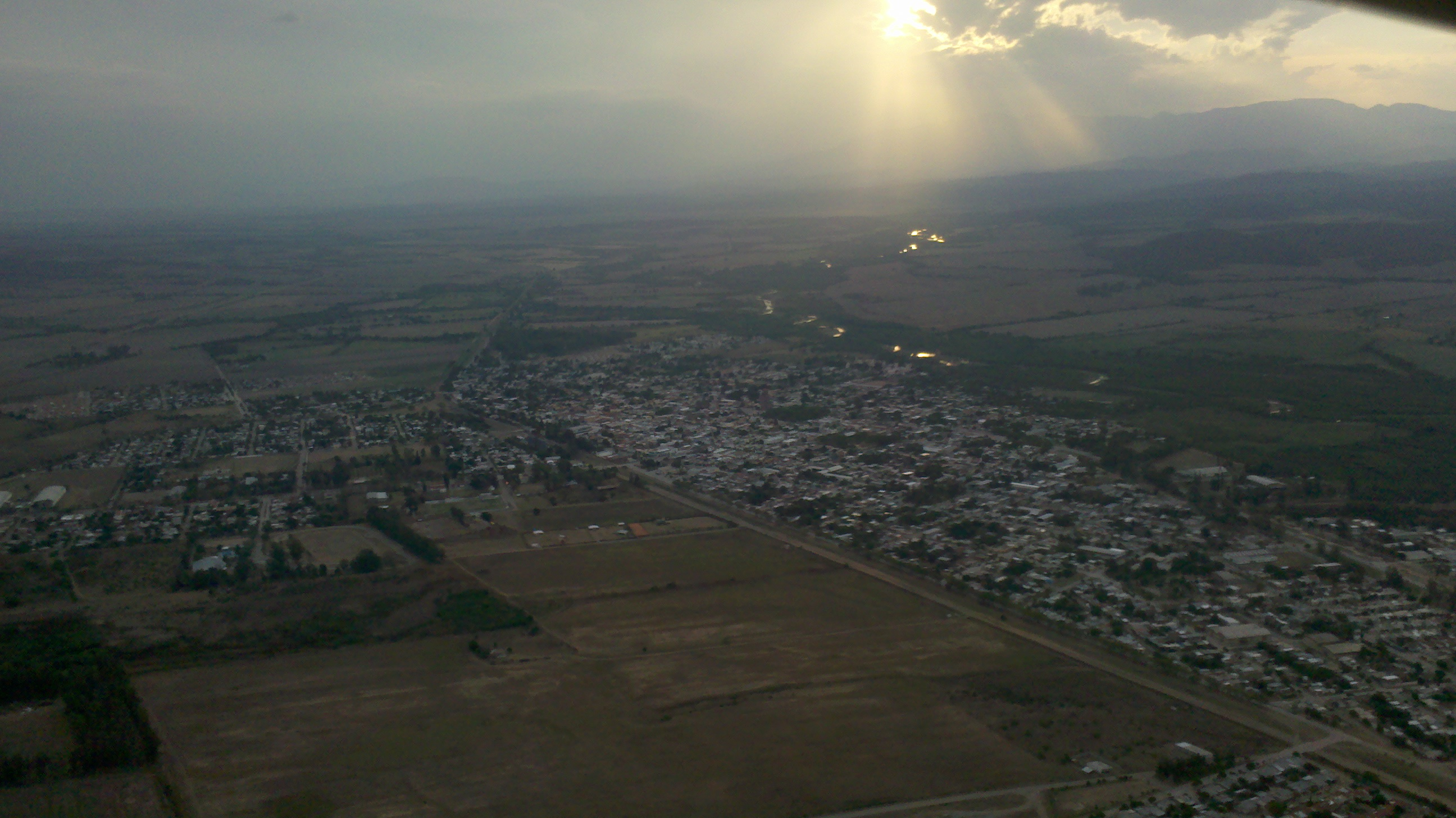
羅薩里奧德拉弗龍特拉

25°48′S 64°58′W / 25.800°S 64.967°W
羅薩里奧德拉弗龍特拉（西班牙語：Rosario de la Frontera），是阿根廷的城鎮，位於該國西北部薩爾塔省，處於羅薩里奧德拉弗龍特拉縣的首府，始建於1874年，面積5,402平方公里，海拔高度770米，2010年人口26,174，人口密度每平方公里4.85人。